# Avô
Avô es una freguesia portuguesa del concelho de Oliveira do Hospital, con 7,71 km² de superficie y 633 habitantes (2001). Su densidad de población es de 82,1 hab/km².